# Rapa das Bestas

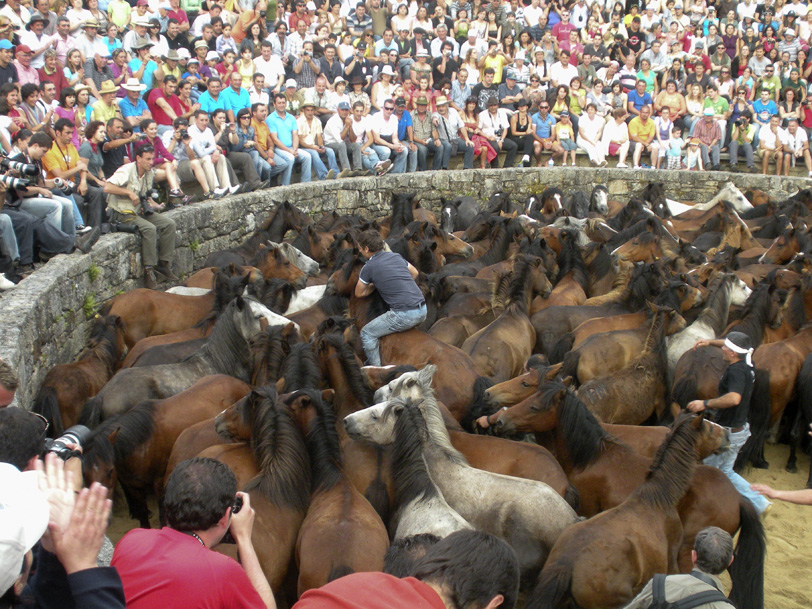
Rapas das Bestas in Sabuvedo 2009

Rapas das Bestas (galicisch für Scheren der Bestien) ist ein jahrhundertealter galicischer Brauch, der in verschiedenen Dörfern in der ersten Juliwoche gefeiert wird. Dabei werden die verwildert in den Bergen lebenden Pferde ins Tal getrieben, um dort geschoren und markiert zu werden.

## Geschichte
Die Rapas gehen vermutlich auf fast zweitausend Jahre alte Bräuche der Kelten zurück. So berichtete der griechische Gelehrte Strabon von keltischen Bräuchen, bei denen die Kelten „… mit Hörnern und Urschreien die Bestien aus den Bergen in die Täler treiben. Einige werden geopfert, um sie zu verspeisen. Andere werden gebändigt, um sie für den Krieg und die Jagd zu benutzen …“
Einer anderen Legende nach soll der Brauch auf zwei galicische Schwestern zurückgehen, die während einer Pest-Epidemie zum Heiligen Lorenzo beteten und ihm versprachen, ein Pferdepaar zu opfern, wenn ihre Dörfer verschont würden.

## Bekannte Rapas das Bestas
Die bekanntesten Veranstaltungen finden neben Subucedo in A Valga, Torroña, Mougas, Morgadans, Amil (Ponteverda), Barbanza, A Capelada und Candaoso statt. Die als Aloitadores (gal. für Kämpfer) bezeichneten männlichen Dorfbewohner gehen morgens zu den dort verwildert lebenden Pferden in die Berge, um sie ins Dorf zu treiben. Dabei werden sie vom erfahrensten Mann, dem sogenannten Bestilleiros angeführt. Die Pferde werden ins Tal getrieben und im sogenannten Curro versammelt, wo die Aloitadores sie fangen und ihnen Mähnen und Schweif scheren. Hierbei tun sich insbesondere die jungen Männer und Knaben hervor. Die Besitzer markieren ihre Pferde durch Einschneiden ihres Zeichens ins Fell, die früher praktizierte Kennzeichnung durch Brandzeichen wurde inzwischen weitgehend aufgegeben. Während die Stuten und Fohlen anschließend wieder in die Berge getrieben werden, werden die Hengste oft zur Fleischgewinnung verkauft. Die Veranstaltungen haben Volksfestcharakter und werden oft touristisch begleitet.

## Kritik
Neben dem Stress durch Jagd und Einfangen der Tiere kritisieren Tierschützer, dass oft Stuten und Fohlen im Chaos voneinander getrennt werden und nicht mehr zueinander finden könnten. Das Sammeln in der engen Curra bedeute für die ansonsten wildlebenden Tiere großen Stress, der sich auch in Kämpfen und Keilereien zwischen den Pferden äußert. Zudem könnten sie sich durch das Scheren der Schweife nicht mehr vor Insekten wehren.